# Love on Tour
Il Love on Tour è stato il secondo tour di concerti del cantautore britannico Harry Styles, a supporto dei suoi secondo e terzo album in studio Fine Line (2019) e Harry's House (2022).

## Artisti d'apertura
La seguente lista rappresenta il numero correlato agli artisti d'apertura nella tabella delle date del tour.
- Jenny Lewis = 1
- Madison Cunningham = 2
- Orville Peck = 3
- Mitski = 4
- Arlo Parks = 5
- Wolf Alice = 6
- Madi Diaz = 7
- Blood Orange = 8
- Gabriels = 9
- Jessie Ware = 10
- Ben Harper = 11
- Koffee = 12
- Wet Leg = 13

## Date
| Data              | Città                | Stato         | Luogo                                      | Artisti d'apertura | Biglietti (venduti / disponibili) | Incasso      |
| Nord America      | Nord America         | Nord America  | Nord America                               | Nord America       | Nord America                      | Nord America |
| ----------------- | -------------------- | ------------- | ------------------------------------------ | ------------------ | --------------------------------- | ------------ |
| 4 settembre 2021  | Las Vegas            | Stati Uniti   | MGM Grand Garden Arena                     | 1                  | 13.413 / 13.413                   | $1.490.233   |
| 7 settembre 2021  | Denver               | Stati Uniti   | Ball Arena                                 | 1                  | 17.347 / 17.347                   | $1.863.008   |
| 9 settembre 2021  | San Antonio          | Stati Uniti   | AT&T Center                                | 1                  | 17.298 / 17.298                   | $2.131.207   |
| 11 settembre 2021 | Dallas               | Stati Uniti   | American Airlines Center                   | 1                  | 17.682 / 17.682                   | $2.193.709   |
| 15 settembre 2021 | Saint Louis          | Stati Uniti   | Enterprise Center                          | 1                  | 17.171 / 17.171                   | $2.745.557   |
| 17 settembre 2021 | Filadelfia           | Stati Uniti   | Wells Fargo Center                         | 1                  | 18.995 / 18.995                   | $2.319.947   |
| 18 settembre 2021 | Washington           | Stati Uniti   | Capital One Arena                          | 1                  | 18.903 / 18.903                   | $2.753.018   |
| 20 settembre 2021 | Detroit              | Stati Uniti   | Little Caesars Arena                       | 1                  | 18.204 / 18.204                   | $2.281.394   |
| 22 settembre 2021 | Saint Paul           | Stati Uniti   | Xcel Energy Center                         | 1                  | 18.114 / 18.114                   | $2.241.288   |
| 24 settembre 2021 | Chicago              | Stati Uniti   | United Center                              | 1                  | 39.387 / 39.387                   | $4.750.594   |
| 25 settembre 2021 | Chicago              | Stati Uniti   | United Center                              | 1                  | 39.387 / 39.387                   | $4.750.594   |
| 29 settembre 2021 | Nashville            | Stati Uniti   | Bridgestone Arena                          | 1                  | 32.627 / 32.627                   | $4.464.889   |
| 1º ottobre 2021   | Nashville            | Stati Uniti   | Bridgestone Arena                          | 1                  | 32.627 / 32.627                   | $4.464.889   |
| 3 ottobre 2021    | New York             | Stati Uniti   | Madison Square Garden                      | 1                  | 93.713 / 93.713                   | $13.813.775  |
| 4 ottobre 2021    | New York             | Stati Uniti   | Madison Square Garden                      | 1                  | 93.713 / 93.713                   | $13.813.775  |
| 7 ottobre 2021    | Orlando              | Stati Uniti   | Amway Center                               | 1                  | 16.898 / 16.898                   | $1.904.939   |
| 8 ottobre 2021    | Sunrise              | Stati Uniti   | FLA Live Arena                             | 1                  | 18.176 / 18.176                   | $2.350.545   |
| 10 ottobre 2021   | Tampa                | Stati Uniti   | Amalie Arena                               | 1                  | 18.183 / 18.183                   | $2.029.171   |
| 12 ottobre 2021   | Raleigh              | Stati Uniti   | PNC Arena                                  | 1                  | 18.616 / 18.616                   | $2.238.542   |
| 14 ottobre 2021   | Pittsburgh           | Stati Uniti   | PPG Paints Arena                           | 1                  | 18.369 / 18.369                   | $2.137.752   |
| 16 ottobre 2021   | New York             | Stati Uniti   | Madison Square Garden                      | 1                  | [ N 1 ]                           | [ N 1 ]      |
| 18 ottobre 2021   | Cleveland            | Stati Uniti   | Rocket Mortgage FieldHouse                 | 1                  | 17.786 / 17.786                   | $2.197.690   |
| 21 ottobre 2021   | Uncasville           | Stati Uniti   | Mohegan Sun Arena                          | 1                  | 18.159 / 18.159                   | $2.165.968   |
| 23 ottobre 2021   | Uncasville           | Stati Uniti   | Mohegan Sun Arena                          | 1                  | 18.159 / 18.159                   | $2.165.968   |
| 25 ottobre 2021   | Boston               | Stati Uniti   | TD Garden                                  | 1                  | 16.743 / 16.743                   | $2.306.243   |
| 27 ottobre 2021   | Atlanta              | Stati Uniti   | State Farm Arena                           | 1                  | 31.146 / 31.146                   | $4.146.897   |
| 28 ottobre 2021   | Atlanta              | Stati Uniti   | State Farm Arena                           | 1                  | 31.146 / 31.146                   | $4.146.897   |
| 30 ottobre 2021   | New York             | Stati Uniti   | Madison Square Garden                      | 2 ; 3              | [ N 1 ]                           | [ N 1 ]      |
| 31 ottobre 2021   | New York             | Stati Uniti   | Madison Square Garden                      | 2 ; 3              | [ N 1 ]                           | [ N 1 ]      |
| 3 novembre 2021   | Milwaukee            | Stati Uniti   | Fiserv Forum                               | 1                  | 16.881 / 16.881                   | $2.312.794   |
| 7 novembre 2021   | Tacoma               | Stati Uniti   | Tacoma Dome                                | 1                  | 21.469 / 21.469                   | $2.746.176   |
| 8 novembre 2021   | Portland             | Stati Uniti   | Moda Center                                | 1                  | 17.890 / 17.890                   | $2.125.697   |
| 10 novembre 2021  | Sacramento           | Stati Uniti   | Golden 1 Center                            | 1                  | 16.745 / 16.745                   | $2.292.473   |
| 11 novembre 2021  | San Jose             | Stati Uniti   | SAP Center                                 | 1                  | 17.823 / 17.823                   | $2.244.533   |
| 13 novembre 2021  | Glendale             | Stati Uniti   | Gila River Arena                           | 1                  | 16.846 / 16.846                   | $2.036.487   |
| 15 novembre 2021  | San Diego            | Stati Uniti   | Pechanga Arena                             | 1                  | 13.728 / 13.728                   | $1.641.218   |
| 17 novembre 2021  | Inglewood            | Stati Uniti   | The Forum                                  | 1                  | 50.739 / 50.739                   | $6.602.191   |
| 19 novembre 2021  | Inglewood            | Stati Uniti   | The Forum                                  | 1                  | 50.739 / 50.739                   | $6.602.191   |
| 20 novembre 2021  | Inglewood            | Stati Uniti   | The Forum                                  | 1                  | 50.739 / 50.739                   | $6.602.191   |
| 23 novembre 2021  | Houston              | Stati Uniti   | Toyota Center                              | N.D.               | 16.541 / 16.541                   | $2.171.475   |
| 24 novembre 2021  | North Little Rock    | Stati Uniti   | Simmons Bank Arena                         | N.D.               | 16.691 / 16.691                   | $2.525.863   |
| 28 novembre 2021  | Elmont               | Stati Uniti   | UBS Arena                                  | N.D.               | 16.777 / 16.777                   | $3.272.836   |
| Europa            |                      |               |                                            |                    |                                   |              |
| 11 giugno 2022    | Glasgow              | Regno Unito   | Ibrox Stadium                              | 4                  | 43.637 / 43.637                   | $4.229.885   |
| 15 giugno 2022    | Manchester           | Regno Unito   | Emirates Old Trafford                      | 4                  | 99.526 / 99.526                   | $9.179.139   |
| 16 giugno 2022    | Manchester           | Regno Unito   | Emirates Old Trafford                      | 4                  | 99.526 / 99.526                   | $9.179.139   |
| 18 giugno 2022    | Londra               | Regno Unito   | Stadio di Wembley                          | 4                  | 147.269 / 147.269                 | $14.479.293  |
| 19 giugno 2022    | Londra               | Regno Unito   | Stadio di Wembley                          | 4                  | 147.269 / 147.269                 | $14.479.293  |
| 22 giugno 2022    | Dublino              | Irlanda       | Aviva Stadium                              | 5                  | 50.422 / 50.422                   | $5.006.395   |
| 26 giugno 2022    | Amburgo              | Germania      | Volksparkstadion                           | 6                  | 42.192 / 42.192                   | $3.494.578   |
| 29 giugno 2022    | Stoccolma            | Svezia        | Tele2 Arena                                | 6                  | 36.282 / 36.282                   | $3.068.314   |
| 1º luglio 2022    | Bærum                | Norvegia      | Telenor Arena                              | 6                  | 23.784 / 23.784                   | $2.089.269   |
| 5 luglio 2022     | Parigi               | Francia       | Accor Arena                                | 6                  | 14.598 / 14.598                   | $1.030.721   |
| 7 luglio 2022     | Anversa              | Belgio        | Sportpaleis                                | 6                  | 18.245 / 18.245                   | $1.207.376   |
| 9 luglio 2022     | Amsterdam            | Paesi Bassi   | Ziggo Dome                                 | 6                  | 13.080 / 13.080                   | $1.056.199   |
| 11 luglio 2022    | Monaco di Baviera    | Germania      | Olympiahalle                               | 6                  | 13.027 / 13.027                   | $991.358     |
| 13 luglio 2022    | Budapest             | Ungheria      | Budapest Sports Arena                      | 6                  | 12.070 / 12.070                   | $788.891     |
| 15 luglio 2022    | Praga                | Cechia        | O2 Arena                                   | 6                  | 15.616 / 15.616                   | $1.069.985   |
| 16 luglio 2022    | Vienna               | Austria       | Wiener Stadthalle                          | 6                  | 10.910 / 10.910                   | $811.841     |
| 18 luglio 2022    | Cracovia             | Polonia       | Tauron Arena                               | 6                  | 15.158 / 15.158                   | $1.654.068   |
| 20 luglio 2022    | Berlino              | Germania      | Mercedes-Benz Arena                        | 6                  | 12.853 / 12.853                   | $1.026.787   |
| 22 luglio 2022    | Colonia              | Germania      | Lanxess Arena                              | 6                  | 16.069 / 16.069                   | $1.211.191   |
| 25 luglio 2022    | Casalecchio di Reno  | Italia        | Unipol Arena                               | 6                  | 12.699 / 12.699                   | $912.467     |
| 26 luglio 2022    | Torino               | Italia        | PalaAlpitour                               | 6                  | 14.513 / 14.513                   | $923.185     |
| 29 luglio 2022    | Madrid               | Spagna        | WiZink Center                              | 6                  | 13.990 / 13.990                   | $964.164     |
| 31 luglio 2022    | Lisbona              | Portogallo    | Altice Arena                               | 6                  | 12.671 / 12.671                   | $747.179     |
| Nord America      |                      |               |                                            |                    |                                   |              |
| 15 agosto 2022    | Toronto              | Canada        | Scotiabank Arena                           | 7                  | 36.607 / 36.607                   | $6.864.299   |
| 16 agosto 2022    | Toronto              | Canada        | Scotiabank Arena                           | 7                  | 36.607 / 36.607                   | $6.864.299   |
| 20 agosto 2022    | New York             | Stati Uniti   | Madison Square Garden                      | 8                  | 276.852 / 276.852                 | $63.102.676  |
| 21 agosto 2022    | New York             | Stati Uniti   | Madison Square Garden                      | 8                  | 276.852 / 276.852                 | $63.102.676  |
| 22 agosto 2022    | New York             | Stati Uniti   | Madison Square Garden                      | 8                  | 276.852 / 276.852                 | $63.102.676  |
| 26 agosto 2022    | New York             | Stati Uniti   | Madison Square Garden                      | 8                  | 276.852 / 276.852                 | $63.102.676  |
| 27 agosto 2022    | New York             | Stati Uniti   | Madison Square Garden                      | 8                  | 276.852 / 276.852                 | $63.102.676  |
| 28 agosto 2022    | New York             | Stati Uniti   | Madison Square Garden                      | 8                  | 276.852 / 276.852                 | $63.102.676  |
| 1º settembre 2022 | New York             | Stati Uniti   | Madison Square Garden                      | 8                  | 276.852 / 276.852                 | $63.102.676  |
| 2 settembre 2022  | New York             | Stati Uniti   | Madison Square Garden                      | 8                  | 276.852 / 276.852                 | $63.102.676  |
| 3 settembre 2022  | New York             | Stati Uniti   | Madison Square Garden                      | 8                  | 276.852 / 276.852                 | $63.102.676  |
| 7 settembre 2022  | New York             | Stati Uniti   | Madison Square Garden                      | 8                  | 276.852 / 276.852                 | $63.102.676  |
| 8 settembre 2022  | New York             | Stati Uniti   | Madison Square Garden                      | 8                  | 276.852 / 276.852                 | $63.102.676  |
| 10 settembre 2022 | New York             | Stati Uniti   | Madison Square Garden                      | 8                  | 276.852 / 276.852                 | $63.102.676  |
| 14 settembre 2022 | New York             | Stati Uniti   | Madison Square Garden                      | 8                  | 276.852 / 276.852                 | $63.102.676  |
| 15 settembre 2022 | New York             | Stati Uniti   | Madison Square Garden                      | 8                  | 276.852 / 276.852                 | $63.102.676  |
| 21 settembre 2022 | New York             | Stati Uniti   | Madison Square Garden                      | 8                  | 276.852 / 276.852                 | $63.102.676  |
| 25 settembre 2022 | Austin               | Stati Uniti   | Moody Center                               | 9                  | 86.056 / 86.056                   | $19.175.231  |
| 26 settembre 2022 | Austin               | Stati Uniti   | Moody Center                               | 9                  | 86.056 / 86.056                   | $19.175.231  |
| 28 settembre 2022 | Austin               | Stati Uniti   | Moody Center                               | 9                  | 86.056 / 86.056                   | $19.175.231  |
| 29 settembre 2022 | Austin               | Stati Uniti   | Moody Center                               | 9                  | 86.056 / 86.056                   | $19.175.231  |
| 2 ottobre 2022    | Austin               | Stati Uniti   | Moody Center                               | 9                  | 86.056 / 86.056                   | $19.175.231  |
| 3 ottobre 2022    | Austin               | Stati Uniti   | Moody Center                               | 9                  | 86.056 / 86.056                   | $19.175.231  |
| 8 ottobre 2022    | Chicago              | Stati Uniti   | United Center                              | 10                 | 112.400 / 112.400                 | $20.358.593  |
| 9 ottobre 2022    | Chicago              | Stati Uniti   | United Center                              | 10                 | 112.400 / 112.400                 | $20.358.593  |
| 10 ottobre 2022   | Chicago              | Stati Uniti   | United Center                              | 10                 | 112.400 / 112.400                 | $20.358.593  |
| 13 ottobre 2022   | Chicago              | Stati Uniti   | United Center                              | 10                 | 112.400 / 112.400                 | $20.358.593  |
| 14 ottobre 2022   | Chicago              | Stati Uniti   | United Center                              | 10                 | 112.400 / 112.400                 | $20.358.593  |
| 15 ottobre 2022   | Chicago              | Stati Uniti   | United Center                              | 10                 | 112.400 / 112.400                 | $20.358.593  |
| 23 ottobre 2022   | Inglewood            | Stati Uniti   | Kia Forum                                  | 11                 | 204.916 / 204.916                 | $38.132.528  |
| 24 ottobre 2022   | Inglewood            | Stati Uniti   | Kia Forum                                  | 11                 | 204.916 / 204.916                 | $38.132.528  |
| 26 ottobre 2022   | Inglewood            | Stati Uniti   | Kia Forum                                  | 11                 | 204.916 / 204.916                 | $38.132.528  |
| 28 ottobre 2022   | Inglewood            | Stati Uniti   | Kia Forum                                  | 11                 | 204.916 / 204.916                 | $38.132.528  |
| 29 ottobre 2022   | Inglewood            | Stati Uniti   | Kia Forum                                  | 11                 | 204.916 / 204.916                 | $38.132.528  |
| 31 ottobre 2022   | Inglewood            | Stati Uniti   | Kia Forum                                  | 11                 | 204.916 / 204.916                 | $38.132.528  |
| 2 novembre 2022   | Inglewood            | Stati Uniti   | Kia Forum                                  | 11                 | 204.916 / 204.916                 | $38.132.528  |
| 9 novembre 2022   | Inglewood            | Stati Uniti   | Kia Forum                                  | 11                 | 204.916 / 204.916                 | $38.132.528  |
| 11 novembre 2022  | Inglewood            | Stati Uniti   | Kia Forum                                  | 11                 | 204.916 / 204.916                 | $38.132.528  |
| 12 novembre 2022  | Inglewood            | Stati Uniti   | Kia Forum                                  | 11                 | 204.916 / 204.916                 | $38.132.528  |
| 14 novembre 2022  | Inglewood            | Stati Uniti   | Kia Forum                                  | 11                 | 204.916 / 204.916                 | $38.132.528  |
| 15 novembre 2022  | Inglewood            | Stati Uniti   | Kia Forum                                  | 11                 | 204.916 / 204.916                 | $38.132.528  |
| 20 novembre 2022  | Guadalajara          | Messico       | Arena VFG                                  | 12                 | 12.812 / 12.812                   | $1.116.186   |
| 22 novembre 2022  | Monterrey            | Messico       | Arena Monterrey                            | 12                 | 11.316 / 11.316                   | $832.767     |
| 24 novembre 2022  | Città del Messico    | Messico       | Foro Sol                                   | 12                 | 117.363 / 117.363                 | $7.563.097   |
| 25 novembre 2022  | Città del Messico    | Messico       | Foro Sol                                   | 12                 | 117.363 / 117.363                 | $7.563.097   |
| Sud America       |                      |               |                                            |                    |                                   |              |
| 27 novembre 2022  | Bogotà               | Colombia      | Parco Salitre Mágico                       | 12                 | 19.933 / 19.933                   | $1.418.653   |
| 29 novembre 2022  | Lima                 | Perù          | Stadio nazionale del Perù                  | 12                 | 40.927 / 40.927                   | $3.006.682   |
| 1º dicembre 2022  | Santiago del Cile    | Cile          | Stadio di La Florida                       | 12                 | 25.505 / 25.505                   | $1.795.373   |
| 3 dicembre 2022   | Buenos Aires         | Argentina     | Stadio Monumental Antonio Vespucio Liberti | 12                 | 123.942 / 123.942                 | $8.966.109   |
| 4 dicembre 2022   | Buenos Aires         | Argentina     | Stadio Monumental Antonio Vespucio Liberti | 12                 | 123.942 / 123.942                 | $8.966.109   |
| 6 dicembre 2022   | San Paolo            | Brasile       | Allianz Parque                             | 12                 | 137.009 / 137.009                 | $11.113.075  |
| 8 dicembre 2022   | Rio de Janeiro       | Brasile       | Esterno della Jeunesse Arena               | 12                 | 33.260 / 33.260                   | $2.362.813   |
| 10 dicembre 2022  | Curitiba             | Brasile       | Pedreira Paulo Leminski                    | 12                 | 23.466 / 23.466                   | $2.268.067   |
| 13 dicembre 2022  | San Paolo            | Brasile       | Allianz Parque                             | 12                 | [ N 5 ]                           | [ N 5 ]      |
| 14 dicembre 2022  | San Paolo            | Brasile       | Allianz Parque                             | 12                 | [ N 5 ]                           | [ N 5 ]      |
| Nord America      |                      |               |                                            |                    |                                   |              |
| 26 gennaio 2023   | Inglewood            | Stati Uniti   | Kia Forum                                  | N.D.               | 51.342 / 51.342                   | $9.623.023   |
| 27 gennaio 2023   | Inglewood            | Stati Uniti   | Kia Forum                                  | N.D.               | 51.342 / 51.342                   | $9.623.023   |
| 29 gennaio 2023   | Inglewood            | Stati Uniti   | Kia Forum                                  | N.D.               | 51.342 / 51.342                   | $9.623.023   |
| 31 gennaio 2023   | Thousand Palms       | Stati Uniti   | Acrisure Arena                             | 7                  | 20.939 / 20.939                   | $5.577.876   |
| 1º febbraio 2023  | Thousand Palms       | Stati Uniti   | Acrisure Arena                             | 7                  | 20.939 / 20.939                   | $5.577.876   |
| Oceania           |                      |               |                                            |                    |                                   |              |
| 20 febbraio 2023  | Perth                | Australia     | HBF Park                                   | 13                 | 30.849 / 30.849                   | $4.409.981   |
| 24 febbraio 2023  | Melbourne            | Australia     | Marvel Stadium                             | 13                 | 114.616 / 114.616                 | $15.042.107  |
| 25 febbraio 2023  | Melbourne            | Australia     | Marvel Stadium                             | 13                 | 114.616 / 114.616                 | $15.042.107  |
| 28 febbraio 2023  | Gold Coast           | Australia     | Metricon Stadium                           | 13                 | 48.177 / 48.177                   | $6.550.585   |
| 3 marzo 2023      | Sydney               | Australia     | Accor Stadium                              | 13                 | 137.443 / 137.443                 | $16.445.460  |
| 4 marzo 2023      | Sydney               | Australia     | Accor Stadium                              | 13                 | 137.443 / 137.443                 | $16.445.460  |
| 7 marzo 2023      | Auckland             | Nuova Zelanda | Mount Smart Stadium                        | 13                 | 41.979 / 41.979                   | $5.111.127   |
| Asia              |                      |               |                                            |                    |                                   |              |
| 11 marzo 2023     | Bangkok              | Thailandia    | Stadio Rajamangala                         | N.D.               | 27.492 / 27.492                   | $2.860.607   |
| 14 marzo 2023     | Bulacan              | Filippine     | Arena delle Filippine                      | N.D.               | 29.247 / 29.247                   | $3.337.289   |
| 17 marzo 2023     | Singapore            | Singapore     | Stadio nazionale di Singapore              | N.D.               | 25.654 / 25.654                   | $4.696.429   |
| 20 marzo 2023     | Seul                 | Corea del Sud | KSPO Dome                                  | N.D.               | 15.314 / 15.314                   | $1.949.014   |
| 24 marzo 2023     | Tokyo                | Giappone      | Ariake Arena                               | N.D.               | 24.325 / 24.325                   | $3.274.769   |
| 25 marzo 2023     | Tokyo                | Giappone      | Ariake Arena                               | N.D.               | 24.325 / 24.325                   | $3.274.769   |
| Europa            |                      |               |                                            |                    |                                   |              |
| 13 maggio 2023    | Horsens              | Danimarca     | CASA Arena Horsens                         | 13                 | 55.080 / 55.080                   | $7.437.169   |
| 14 maggio 2023    | Horsens              | Danimarca     | CASA Arena Horsens                         | 13                 | 55.080 / 55.080                   | $7.437.169   |
| 17 maggio 2023    | Monaco di Baviera    | Germania      | Stadio Olimpico                            | 13                 | 120.877 / 120.877                 | $12.506.428  |
| 18 maggio 2023    | Monaco di Baviera    | Germania      | Stadio Olimpico                            | 13                 | 120.877 / 120.877                 | $12.506.428  |
| 22 maggio 2023    | Coventry             | Regno Unito   | Coventry Building Society Arena            | 13                 | 72.026 / 72.026                   | $8.452.745   |
| 23 maggio 2023    | Coventry             | Regno Unito   | Coventry Building Society Arena            | 13                 | 72.026 / 72.026                   | $8.452.745   |
| 26 maggio 2023    | Edimburgo            | Regno Unito   | BT Murrayfield Stadium                     | 13                 | 128.838 / 128.838                 | $14.347.071  |
| 27 maggio 2023    | Edimburgo            | Regno Unito   | BT Murrayfield Stadium                     | 13                 | 128.838 / 128.838                 | $14.347.071  |
| 1º giugno 2023    | Saint-Denis          | Francia       | Stade de France                            | 13                 | 132.880 / 132.880                 | $14.074.062  |
| 2 giugno 2023     | Saint-Denis          | Francia       | Stade de France                            | 13                 | 132.880 / 132.880                 | $14.074.062  |
| 4 giugno 2023     | Amsterdam            | Paesi Bassi   | Johan Cruijff Arena                        | 13                 | 154.903 / 154.903                 | $16.488.332  |
| 5 giugno 2023     | Amsterdam            | Paesi Bassi   | Johan Cruijff Arena                        | 13                 | 154.903 / 154.903                 | $16.488.332  |
| 6 giugno 2023     | Amsterdam            | Paesi Bassi   | Johan Cruijff Arena                        | 13                 | 154.903 / 154.903                 | $16.488.332  |
| 10 giugno 2023    | Slane                | Irlanda       | Slane Castle                               | 13                 | 83.310 / 83.310                   | $10.381.004  |
| 13 giugno 2023    | Londra               | Regno Unito   | Stadio di Wembley                          | 13                 | 335.394 / 335.394                 | $37.140.248  |
| 14 giugno 2023    | Londra               | Regno Unito   | Stadio di Wembley                          | 13                 | 335.394 / 335.394                 | $37.140.248  |
| 16 giugno 2023    | Londra               | Regno Unito   | Stadio di Wembley                          | 13                 | 335.394 / 335.394                 | $37.140.248  |
| 17 giugno 2023    | Londra               | Regno Unito   | Stadio di Wembley                          | 13                 | 335.394 / 335.394                 | $37.140.248  |
| 20 giugno 2023    | Cardiff              | Regno Unito   | Principality Stadium                       | 13                 | 115.047 / 115.047                 | $12.506.007  |
| 21 giugno 2023    | Cardiff              | Regno Unito   | Principality Stadium                       | 13                 | 115.047 / 115.047                 | $12.506.007  |
| 24 giugno 2023    | Werchter             | Belgio        | Festivalpark                               | 13                 | 61.055 / 61.055                   | $5.589.896   |
| 27 giugno 2023    | Düsseldorf           | Germania      | Merkur Spiel-Arena                         | 13                 | 84.580 / 84.580                   | $9.789.877   |
| 28 giugno 2023    | Düsseldorf           | Germania      | Merkur Spiel-Arena                         | 13                 | 84.580 / 84.580                   | $9.789.877   |
| 2 luglio 2023     | Varsavia             | Polonia       | PGE Narodowy                               | 13                 | 54.824 / 54.824                   | $7.536.070   |
| 5 luglio 2023     | Francoforte sul Meno | Germania      | Deutsche Bank Park                         | 13                 | 90.976 / 90.976                   | $9.885.634   |
| 6 luglio 2023     | Francoforte sul Meno | Germania      | Deutsche Bank Park                         | 13                 | 90.976 / 90.976                   | $9.885.634   |
| 8 luglio 2023     | Vienna               | Austria       | Stadio Ernst Happel                        | 13                 | 61.720 / 61.720                   | $6.921.192   |
| 12 luglio 2023    | Barcellona           | Spagna        | Stadio olimpico Lluís Companys             | 13                 | 54.890 / 54.890                   | $6.210.430   |
| 14 luglio 2023    | Madrid               | Spagna        | Nuevo Espacio Mad Cool                     | 13                 | 68.409 / 68.409                   | $6.431.953   |
| 18 luglio 2023    | Lisbona              | Portogallo    | Passeio Maritimo Alges                     | 13                 | 58.328 / 58.328                   | $5.549.324   |
| 22 luglio 2023    | Reggio Emilia        | Italia        | RCF Arena                                  | 13                 | 103.133 / 103.133                 | $8.230.190   |
| Totale            | Totale               | Totale        | Totale                                     | Totale             | 5.023.682 (100%)                  | $617.325.031 |

### Cancellazioni
| Data          | Città      | Stato     | Luogo       | Causa                                    |
| Europa        | Europa     | Europa    | Europa      | Europa                                   |
| ------------- | ---------- | --------- | ----------- | ---------------------------------------- |
| 3 luglio 2022 | Copenaghen | Danimarca | Royal Arena | Sparatoria al centro commerciale Field's |

Note:
1. 1 2 3 4  Gli spettatori e l'incasso totali delle date del 16, 30 e 31 ottobre 2021 sono stati conteggiati precedentemente insieme alle date del 3 e 4 ottobre 2021.
2. ↑  Il concerto, originariamente programmato per il 13 settembre 2021, è stato posticipato a causa dell'uragano Nicholas.
3. ↑  Il concerto, originariamente programmato per il 6 ottobre 2022, è stato posticipato per motivi di salute di salute di alcuni membri della crew.
4. ↑  Il concerto, originariamente programmato presso il Jockey Club, è stato spostato a causa della forte richiesta di biglietti.
5. 1 2  Gli spettatori e l'incasso totali del 13 e 14 dicembre 2022 sono stati conteggiati precedentemente insieme alla data del 6 dicembre 2022.
6. ↑  Il concerto, originariamente programmato per il 5 novembre 2022, è stato posticipato per motivi di salute del cantante.
7. ↑  Il concerto, originariamente programmato per il 4 novembre 2022, è stato posticipato per motivi di salute del cantante.
8. ↑  Il concerto, originariamente programmato per il 7 novembre 2022, è stato posticipato per motivi di salute del cantante.